# Åslättjärnarna (Ströms socken, Jämtland, 710914-147029)
Åslättjärnarna är en sjö i Strömsunds kommun i Jämtland och ingår i Ångermanälvens huvudavrinningsområde.